# Conseil constitutionnel (Sénégal)
Pour les autres articles nationaux ou selon les autres juridictions, voir Conseil constitutionnel.
Le Conseil constitutionnel est une institution publique du Sénégal, la plus haute instance du système judiciaire.
Le conseil constitutionnel comprend 7 membres nommés par le Président de la République, dont deux sur une liste de quatre personnalités proposées par le Président de l'Assemblée Nationale.
Il présente des similitudes avec le Conseil constitutionnel français.

## Histoire
Le Conseil constitutionnel du Sénégal a été créé en 1992, lorsque la Cour suprême a été supprimée et remplacée par trois organes spécialisés.
Il a été institué par la loi no 92-22 du 30 mai 1992, modifiée par la loi organique no 99-71 du 17 février 1999.

## Organisation
Le Conseil constitutionnel comprend sept membres, dont un président et un vice-président, qui sont nommés par décret du président de la République pour six ans non renouvelables. Il est partiellement renouvelé tous les deux ans, à raison d'un ou deux membres.

## Compétences
Lors des élections nationales (présidentielles ou législatives), le Conseil Constitutionnel reçoit les résultats provisoires proclamés par les Cours d'appel, statue sur les éventuels recours et réclamations et proclame les résultats définitifs.
Les décisions du Conseil constitutionnel ne sont susceptibles d’aucune voie de recours.
Il contrôle également la constitutionnalité des lois et engagements internationaux.

## Membres

### Composition actuelle
- Vacant, président
- Mme Aminata Ly Ndiaye, vice-président
- M. Mouhamadou Diawara
- M. Youssoupha Diaw Mbodj
- Me Awa Dieye
- M. Cheikh Ndiaye
- M. Cheikh Ahmed TIdiane Coulibaly

### Anciens présidents
- 2010-2015 : Cheikh Tidiane Diakhate
- 2002-2010 : Mireille Ndiaye[2]
- ? - 2002 : Youssou N'diaye
- 1990-1993 : Kéba Mbaye